# Parapetrolisthes tortugensis
Parapetrolisthes tortugensis är en kräftdjursart som först beskrevs av Glassell 1945.  Parapetrolisthes tortugensis ingår i släktet Parapetrolisthes och familjen porslinskrabbor. Inga underarter finns listade i Catalogue of Life.